# 아미르 프누엘리
아미르 프누엘리(Amir Pnueli, 1941년 4월 22일 ~ 2009년 11월 2일)는 이스라엘의 컴퓨터 과학자이자 1996년 튜링상 수상자이다.

## 약력
프누엘리는 영국 팔레스타인 위임통치령(현재의 이스라엘)의 나할랄에서 태어나 하이파 테크니온에서 수학 학사 학위를, 바이츠만 과학 연구소에서 응용수학 박사 학위를 받았다(1967). 그의 논문 주제는 "해양 조수 계산"이었다. 스탠퍼드 대학교에서 박사후 연구원으로 재직하는 동안 컴퓨터 과학으로 전향했다. 그의 컴퓨터 과학 연구는 시간 논리와 모델 검사, 특히 동시 시스템의 공정성 특성에 중점을 두었다.
연구자로서 이스라엘로 돌아왔고, 텔아비브 대학교 컴퓨터 과학과의 설립자이자 초대 학과장을 역임했다. 그는 1981년 바이츠만 과학 연구소에서 컴퓨터 과학 교수로 재직했다. 1999년부터 사망할 때까지 프누엘리는 미국 뉴욕 대학교 컴퓨터 과학과에서 교수로 재직했다. 펜실베이니아 대학교와 조제프 푸리에 대학교에서 부교수로 재직하기도 했다.
프누엘리는 재직 기간 동안 두 개의 스타트업 기술 회사를 설립했다. 그는 세 자녀를 두었고, 사망 당시 네 명의 손주를 두었다.
프누엘리는 2009년 11월 2일 뇌출혈로 사망했다.